# Nederlands hervormde kerk (Sint-Petersburg)
De Hollandse Kerk (Russisch: Голландская церковь; Gollandskaja tserkov) is een monument in de Russische stad Sint-Petersburg. De kerk werd als Nederlandse Hervormde Kerk in de stijl van het Russische classicisme in de jaren 1834-1839 gebouwd door de Franse architect Paul Jacot en is gevestigd aan de Nevski Prospekt 20. De kerk bevindt zich op de eerste verdieping.

## Geschiedenis

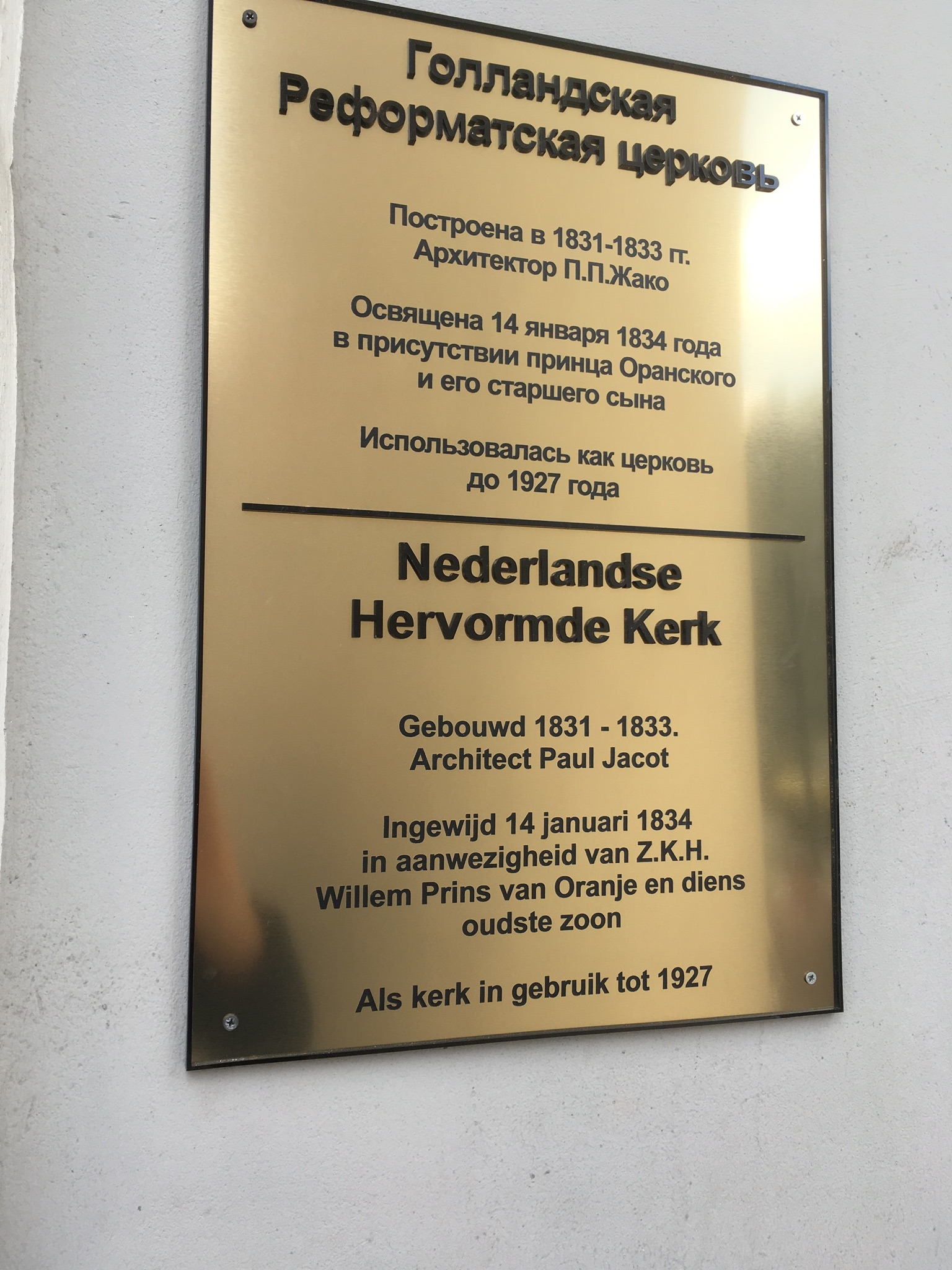
Schild bij de NH Kerk in St Petersburg

West-Europese immigranten hebben een belangrijke rol gespeeld in de vroege geschiedenis van Sint-Petersburg. Aanvankelijk deelden de Nederlandse immigranten met immigranten uit andere Europese landen een kerkje op het erf van de vice-admiraal Cornelis Cruys. De kleine groeiende Nederlandse gemeenschap kocht later in de 18e eeuw een stuk grond aan de Nevski Prospekt en liet daar een kerk bouwen. In het jaar 1831 werd een nieuwe kerk gebouwd, maar nu aan weerszijden geflankeerd door 35 meter lange gevelwanden waarachter handelshuizen, kantoren en appartementen werden gevestigd. De gevel van de kerk werd met een Korinthisch portaal versierd, met in het timpaan een reliëf en op het fries, geheel in strijd met de protestantse traditie, een Latijnse inscriptie: Deo et Servatori Sacrum. Op de (van binnen prachtig bewerkte) koepel, die gedragen wordt door acht Korinthische zuilen, werd een hoog kruis geplaatst. De eerste kerkdienst op 14 januari 1834 werd bijgewoond door kroonprins Willem, de latere koning Willem II, die met de Russische prinses Anna Paulowna is getrouwd, zijn zoon Willem, de latere koning Willem III en leden van andere protestantse gemeenschappen. In de loop van de 19e eeuw slonk het Nederlandstalige deel van de kerkgangers zienderogen en werd er steeds meer Duits gesproken. Tegen de eeuwwisseling sprak nog slechts één derde van de kerkgemeenschap Nederlands.

## Sovjet-periode
Na de revolutie vertrokken de meeste Nederlanders terug naar Nederland. De kerk werd in 1927 gesloten. Het interieur werd daarna leeggehaald, het Walcker-orgel verdween naar een naburige concertzaal en er werd een poppentheater in de kerk gehuisvest. Sinds 1936 bevindt zich in het centrale deel van het gebouw een bibliotheek.
Zo nu en dan vinden er weer kerkdiensten plaats. De Stichting Vrienden van St. Petersburg ijvert voor het plaatsen van een bestaand Nederlands orgel in de kerk.